# 조난 오사무
조난 오사무(일본어: 長南 収 ちょうなん おさむ[*], 1956년 5월 16일 ~ )는 일본의 기업인이다.